# 溪洲 (新竹縣)
溪洲，原寫為溪州，是台灣新竹縣竹北市的一個傳統地域名稱，位於該市中部偏西南。相較於今日行政區，其範圍大致與溪州里相近。

## 歷史
台灣清治末期至日治前期，溪洲地區為一街庄，稱為「溪州庄」，隸屬於竹北一堡。該庄東北與白地粉庄、蔴園庄、馬麟厝庄為鄰，東南與新社庄、斗崙庄為鄰，西南邊東段為湳雅庄，西南邊西段及西北邊為新庄仔庄。
1901年（日治明治三十四年）11月，全台廢縣廳改設二十廳，該庄隸屬於新竹廳。1909年（明治四十二年）10月，合併二十廳為十二廳，該庄隸屬不變。1920年（大正九年），廢十二廳改設五州二廳，該庄改制並改名為「溪洲」大字，隸屬於新竹州新竹郡舊港庄。1941年（昭和十六年），舊港庄與六家庄合併成立竹北庄，本地區改隸之。
戰後竹北庄改制為竹北鄉，隸屬於新竹縣，大字亦改制為村。1950年桃、竹、苗分治，本地區隸屬不變。1988年，竹北鄉升格為竹北市，村亦改制為里。

## 聚落
本地區發展較早的聚落有頂溪州、下溪州等。

## 交通
縣道118號（中正西路）是舊港至羅浮的道路，也是鳳山溪流域的主要連絡道路，大致以橫向經過溪洲地區西北部，向西可前往新庄子、舊港並止於縣道122號路口，向東可前往竹北市區、新埔、關西、馬武督、羅浮並止於省道台7線路口。
鄉道竹54-1線是麻園至下溪洲的道路，大致以縱向經過本地區中部偏西地帶，向北可前往與麻園交界處並止於鄉道竹54線路口，向南可前往過豆仔埔溪新寮橋後轉向東並止於縣市交界處，續行可止於新竹市溪州路。
鄉道竹54-2線（溪州路）是溝貝至溪州的道路，其南側端點位於本地區東南部縣市交界處的水利大橋，向南即進入新竹市境，過舊社大橋可接湳雅街或公道五路。由該鄉道向北北東可前往溝貝並止於鄉道竹54線路口。